# Вчитель праведності

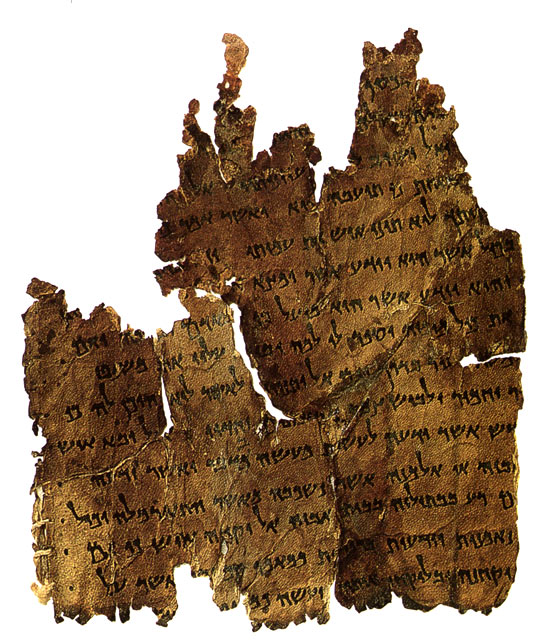
Сторінка з Дамаський документ

«Вчитель праведності» (івр. מורה הצדק; Море гаЦедек) — фігура, знайдена в деяких сувоях Мертвого моря в Кумрані, найбільш помітна в Дамаському документі. У цьому документі коротко розповідається про походження секти, ймовірно, ессеїв, через 390 років після правління Навуходоносора і після 20 років «намацування» наосліп шляху. «Бог… підняв для них Учителя Праведності, щоб провадити їх дорогою Свого серця».
Вчитель звеличується як такий, що має правильне розуміння Тори, кваліфікований у її точних настановах і є тим, через кого Бог відкриє громаді «приховані речі, в яких Ізраїль заблукав».
Хоча точна особистість «Вчителя» невідома, на основі тексту сувою Правил Громади, вчителі секти ідентифікуються як когени (священники) з батьківського роду Цадока (першого первосвященника, який служив у Храмі Соломона), що змусило вчених вважати Вчителя коеном (священником) з цадокітського роду.

## Зміст та інтерпретації

### Яків — це Ісус
Роберт Ейзенман припустив, що історичний Ісус насправді був назарянином під іменем Яків, «Вчитель праведності», який виступав проти «Злого священника» (Анануса бен Анануса) і «Розповсюджувача брехні», якого Ейзенман ідентифікує як Павла з Тарсу. Ця теорія заперечується панівними науковими школами.

### Юда Ессейський
Стівен Ґорансон припускає, що Юда Ессейський, про якого згадує Йосип Флавій, є цим «Вчителем».

### Іван Хреститель
Барбара Тюрінґ ставить під сумнів датування сувоїв Мертвого моря і припускає, що «Вчитель праведності» проповідував прийдешній вогненний суд, говорив, що «сокира прикладена до коріння дерева», називав людей «гадюками», практикував хрещення і жив у пустелі Юдеї. Через ці причини вона вважає, що існує велика ймовірність того, що «Вчителем праведності» був саме Іван Хреститель.